# Tjekkoslovakisk ulvehund
Tjekkoslovakisk ulvehund er en hunderace  af typen hyrdehund  med oprindelse i Tjekkoslovakiet. Traditionelt blev den brugt som grænsevagthund i det tidligere Tjekkoslovakiet.
Engelsk: Czechoslovakian wolfdog; slovakisk: Československý vlčiak; tjekkisk: Československý vlčák

## Historie
Historien om den Tjekkoslovakiske ulvehund begyndte i 1955 som et biologisk eksperiment i Tjekkoslovakiet, (nu Tjekkiet og Slovakiet). Her prøvede Karl Hartl at krydse en tysk Schæferhund med en karpatisk ulv. 
Det første kuld blev født i 1958 af tæveulven Brita med han-schæferhunden Cezar z Brezoveho som far.
Forsøg viste, at afkom efter både hanhund/tæveulv og hanulv/tævehund var i stand til at forplante sig videre.
Flertallet af krydsningshvalpene besad de genetiske forudsætninger for videre avl.
Efter forsøgenes afslutning i 1965 blev der udarbejdet et projekt for opdræt af den nye race, hvorved ulvens brugbare egenskaber skulle kombineres med hundens fordelagtige egenskaber.
National race
I 1982 blev racen anerkendt af bestyrelsen for opdrættersammenslutningen i Tjekkoslovakiet som en national race, Tjekkoslovakisk Ulvehund.
International race
I 1999 blev racen internationalt anerkendt af F.C.I. (Fédération Cynologique Internationale) med Slovakiet som værende protektor af racen.

## Beskrivelse af racen
Helhedsindtryk
Fast af konstitution, over middelstor, med rektangulær kropsbygning. I skikkelse, bevægelse, pels, pelsfarve og maske ligner den ulven.
Proportioner
Forhold kropslængde/skulderhøjde som 10 til 9. 

Forhold næseparti-/skallelængde som 1 til 1.5.

Hanhunde: mindst 65 cm, 26 kg

Tæver: mindst 60 cm, 20 kg. 
Fysik
Den er robust over for vind og vejr og er alsidig anvendelig. 
Temperament
Temperamentsfuld, meget aktiv, udholdende, lærenem, hurtigtreagerende, frygtløs og modig. 
De enkelte individer af racen er meget forskellige i temperament, selv inden for samme kuld. 
Overvejelser før anskaffelse
Bestemt ikke en hund for hvem-som-helst.
Den kræver kendskab til og forståelse for hunde/ulve-adfærd og den rette indstilling til socialisering og opdragelse.
Indlæringen for denne race baseres på positiv indlæring.

## Eksterne kilder og henvisninger
- Klub chovateľov československého vlčiaka Slovenskej republiky (KCHČSV SR)
- Klub Chovatelů československého vlčáka Arkiveret 30. oktober 2020 hos  Wayback Machine